# 崇禮門
崇禮門（韓語：숭례문）别稱為南大門（남대문），是位於韓國首爾特別市中區的城門。
崇禮門於1962年12月20日被評定為韓國第一號國寶，如今是為首爾、甚至全韓的象徵之一，被視為「國門」。門址附近有以其命名的南大門市場。2008年，木造的二重樓閣遭到縱火焚燬，僅存石造城基，之後歷時5年重建，於2013年完工。

## 歷史
崇禮門是首爾城郭四大城門中規模最大者，曾經是首爾歷史最悠久的木造建築物。於1395年起建造，於1398年朝鲜王朝時代落成，於1447年進行過大型的改建工程。日治時期，為了配合市區重建，有關單位於1907年將城牆拆除，只餘下城門，不對外開放。韓戰期間，崇禮門遭受戰火破壞，其後於1961年進行過一次大型的修復工程，於1963年5月14日完成。
崇禮門於2005年至2006年3月3日重开放前進行過修復工程，在工程进行的同时，当局作出了一份长达182页的城门蓝图以备不时之需；2008年發生縱火事件後，当局得以此蓝图將被焚毀的門樓予以重建。

## 火災與重建

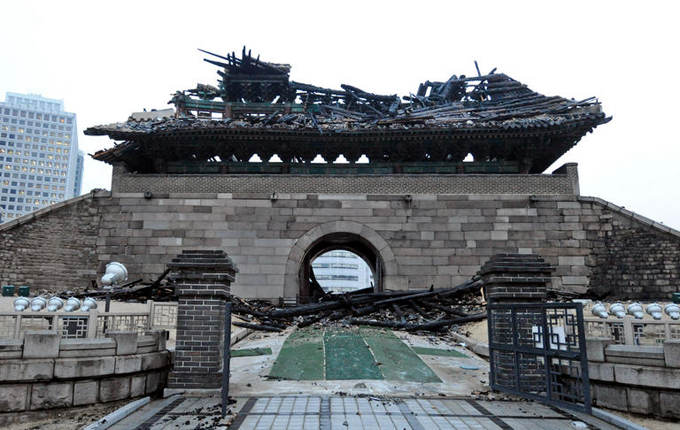
火災后的崇禮門

2008年2月10日，一名70歲老翁蔡宗基以梯子潛入崇禮門，隨後潑灑稀釋液並以打火機縱火。韓國時間晚上8點50分左右，民眾通報崇禮門樓閣發生火災，消防部門出動32輛消防車與128名消防人員進行灌救，惟因該建築物對韓國具有重要意義，消防單位只能夠在周邊滅火，無法貿然破壞結構以防止火勢蔓延。閣樓於翌日零時58分起向首爾火車站方向開始坍塌，於凌晨1時54分許，整體木制框架連同脊樑瓦片完全塌落，僅下半部石砌部份保持完整。消防當局懷疑有人在崇禮門縱火，而早前亦有民眾目擊一名男子帶著一個籃子在樓上。同月12日，警察宣布在江華島逮捕了蔡姓老翁，他也坦承縱火。根據調查，蔡姓老翁因為對其土地徵收所得到的補償金不滿，曾於2006年在昌慶宮縱火並遭到罰金處分，此次縱火的動機似乎也是出於對韓國政府的忿怨。
雖然木造的樓閣已經遭受燒毀，惟讓寧大君親筆書寫的「崇禮門」牌匾從火場中被搶救出。文化遺產廳建築文化遺產科長金相九表示，韓國文化部門於2006年繪制崇禮門的實際圖形，估計需要200億韓圓以上（約為新臺幣5.7億元、人民幣1.15億），需兩、三年之時間始能重建崇禮門。文化財廳廳長俞弘濬為此負起所有的責任而下台，他於2011年8月31日在MBC節目《膝蓋道士》上表示，當瓦片屋發生火災時，滅火要件第一個就是先將瓦片撥掉，才能夠有效地直接撲滅火源。而事發的前兩年，水原也有類似的古蹟火災事件，當時消防人員將瓦片打碎，成功地在20分鐘內熄滅了火源，但卻因此而受到調查，理由是「毀損文化遺產」。正因如此，是次滅火時，無任何指揮官斗膽指示打碎瓦片，而當時的火勢燃燒著屋瓦下的木造結構，可是消防人員卻只能夠在外面噴水、潑灑在屋瓦上，才導致滅火行動耗時六個小時，也導致了崇禮門毀損嚴重。
事件發生後，有關部門前後用了五年時間、斥資270億韓圓（約合新台幣7.8億元、人民幣1.55億元），由35,000名（包括數百名高級技術工匠）投入重建工程；韓國政府規定匠師必須身穿傳統服飾，使用傳統工法進行整修，重建工程於2013年4月29日完成。崇禮門是韓國至今耗時最長且最昂貴的重建計劃，重生後的崇禮門2013年5月4日重新開放。2013年11月，被媒體揭露重建時僅使用現代漆料與一般木材，而非當局宣稱的傳統漆料與金剛松，導致丹青脫落、梁柱龜裂等弊病。

## 圖片

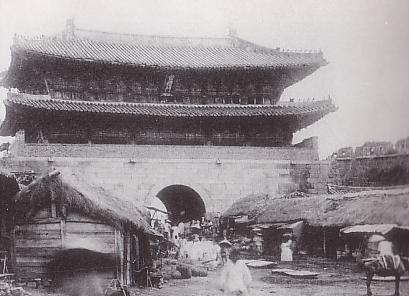
1890年代
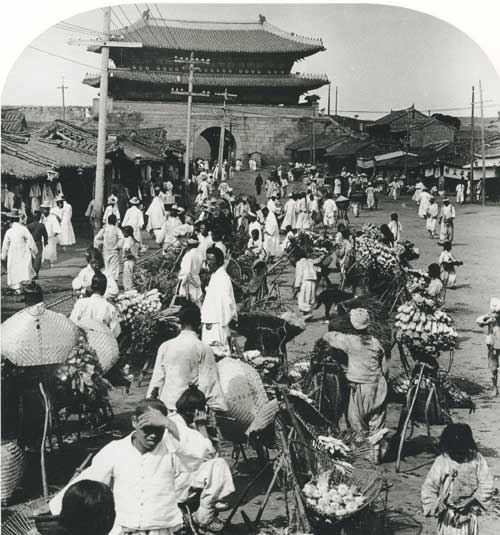
1904年
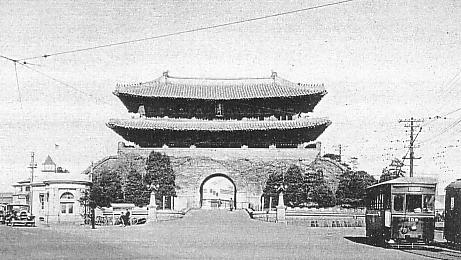
日治時期的崇禮門
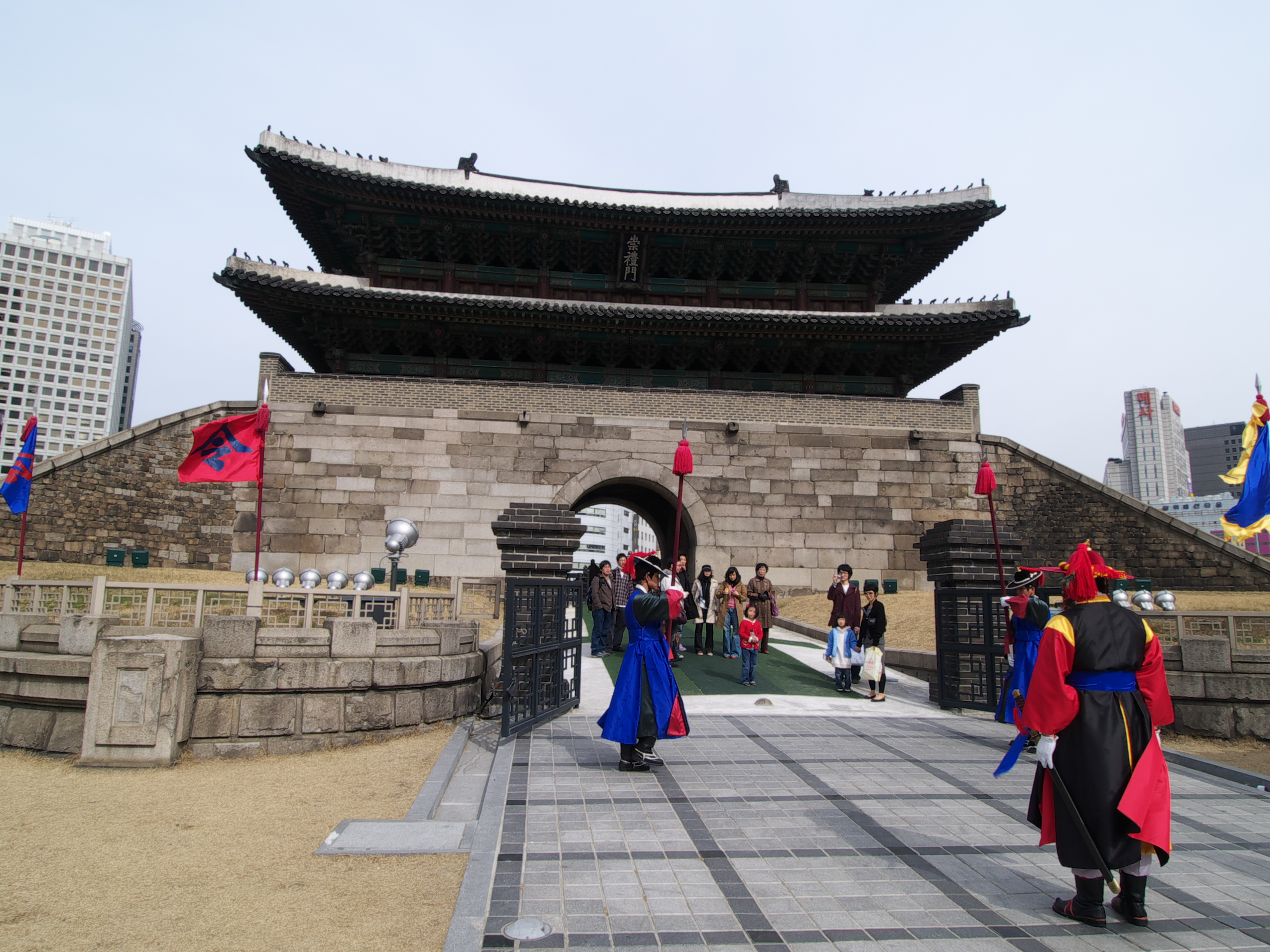
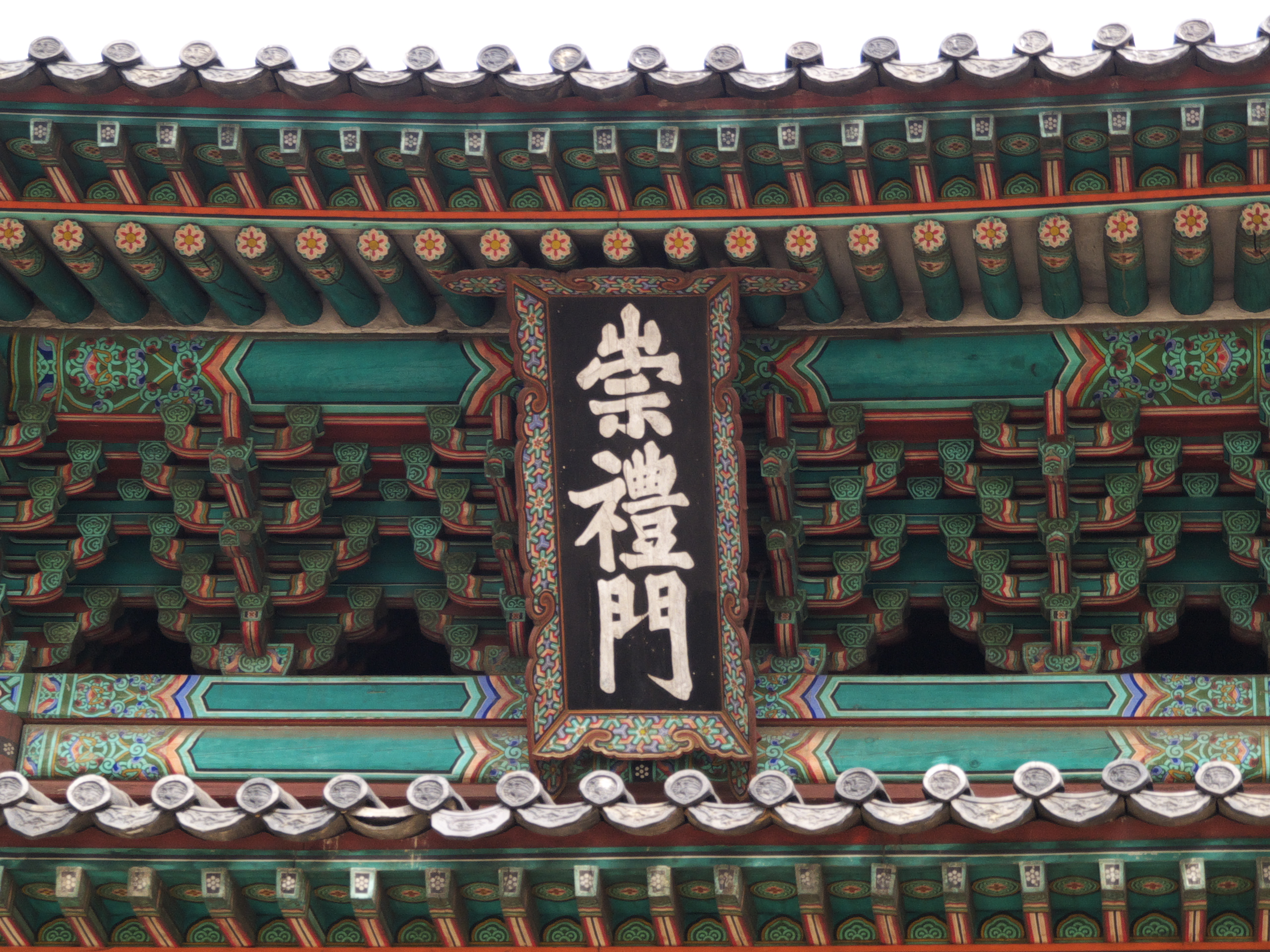
崇禮門牌匾
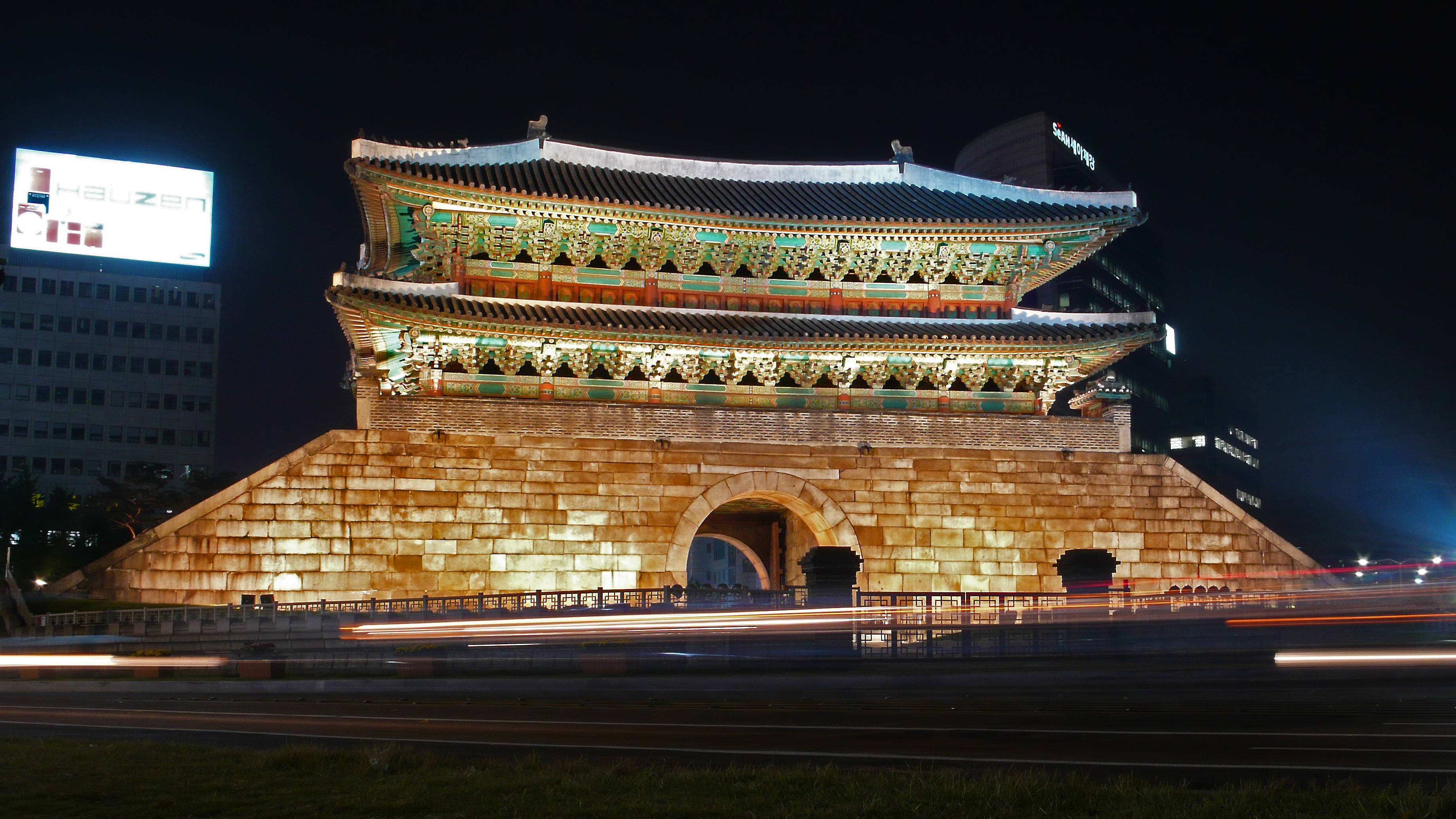
崇禮門夜景
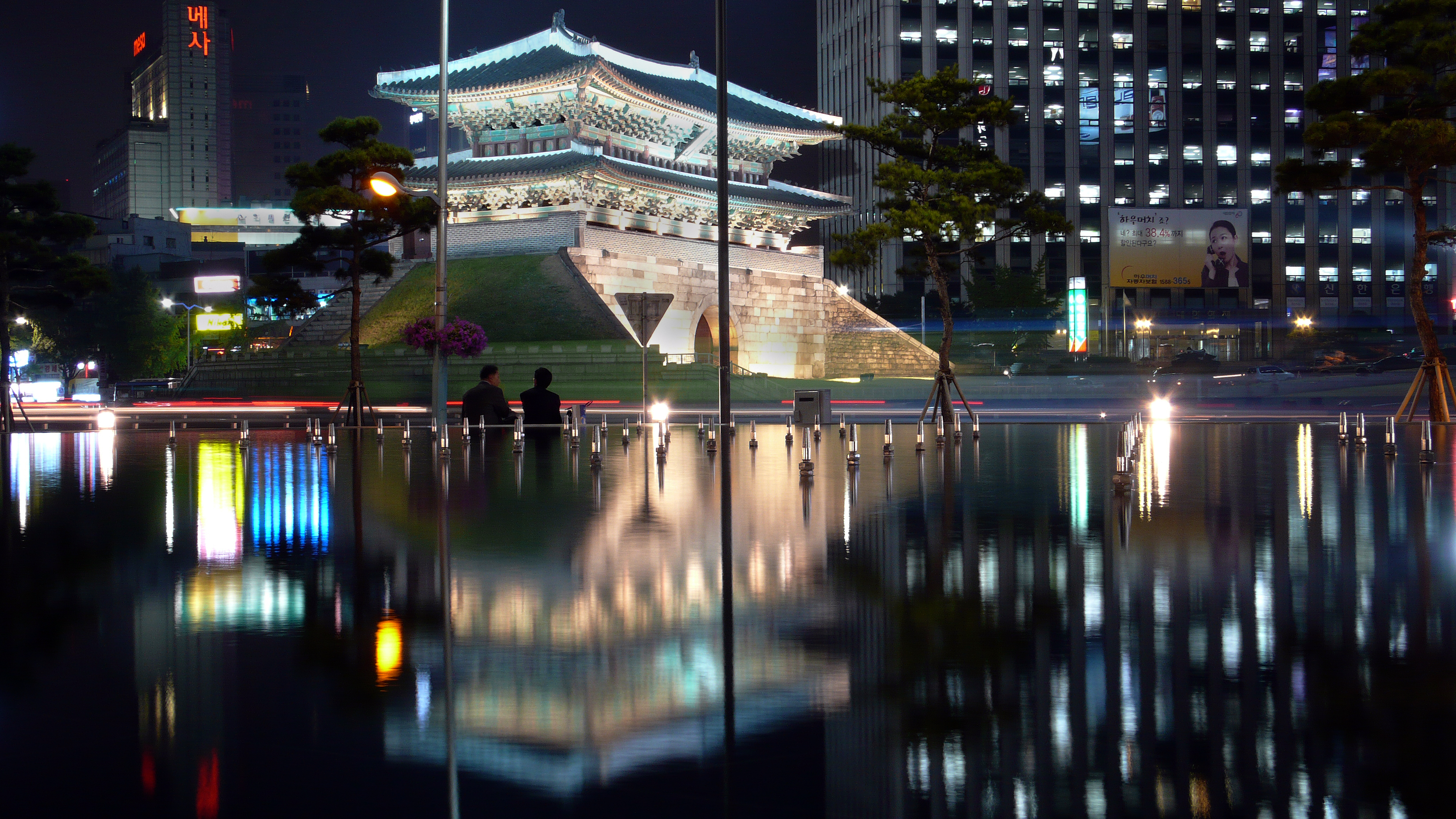
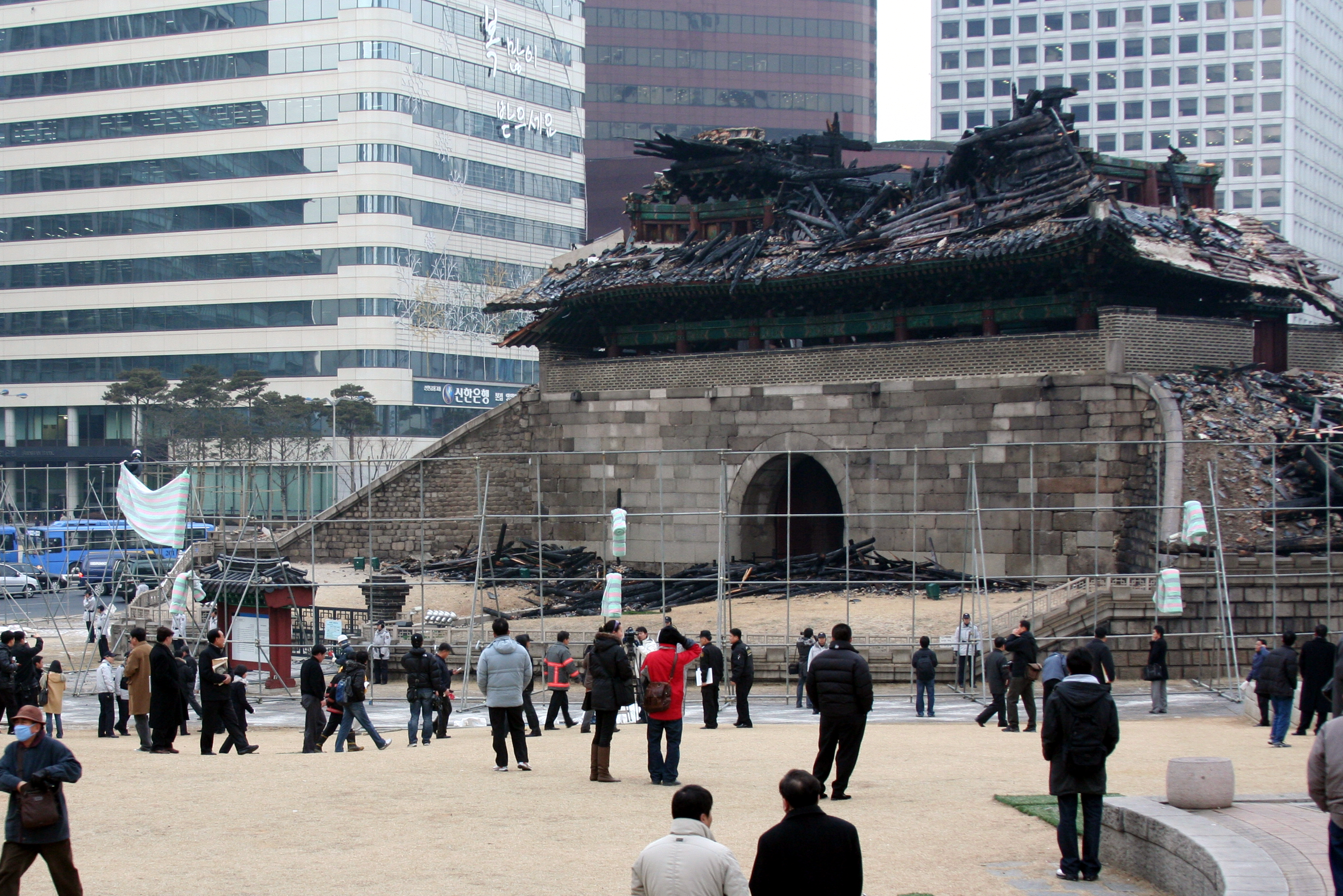
火灾后的崇礼门
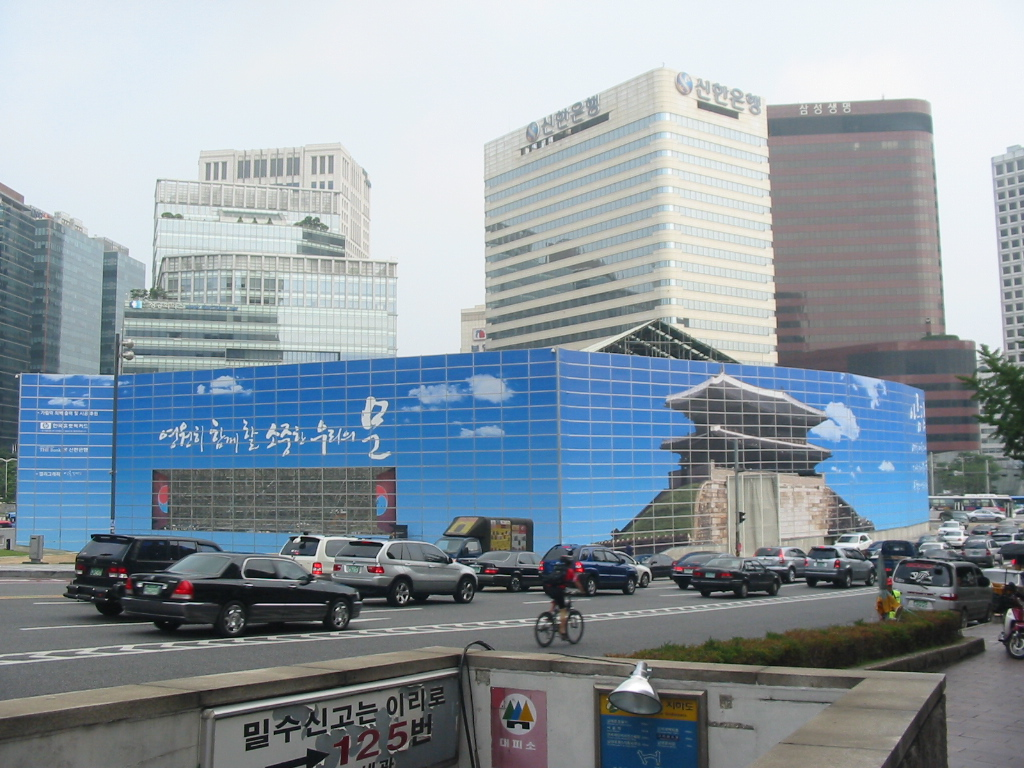
復修中，已经被整体围闭
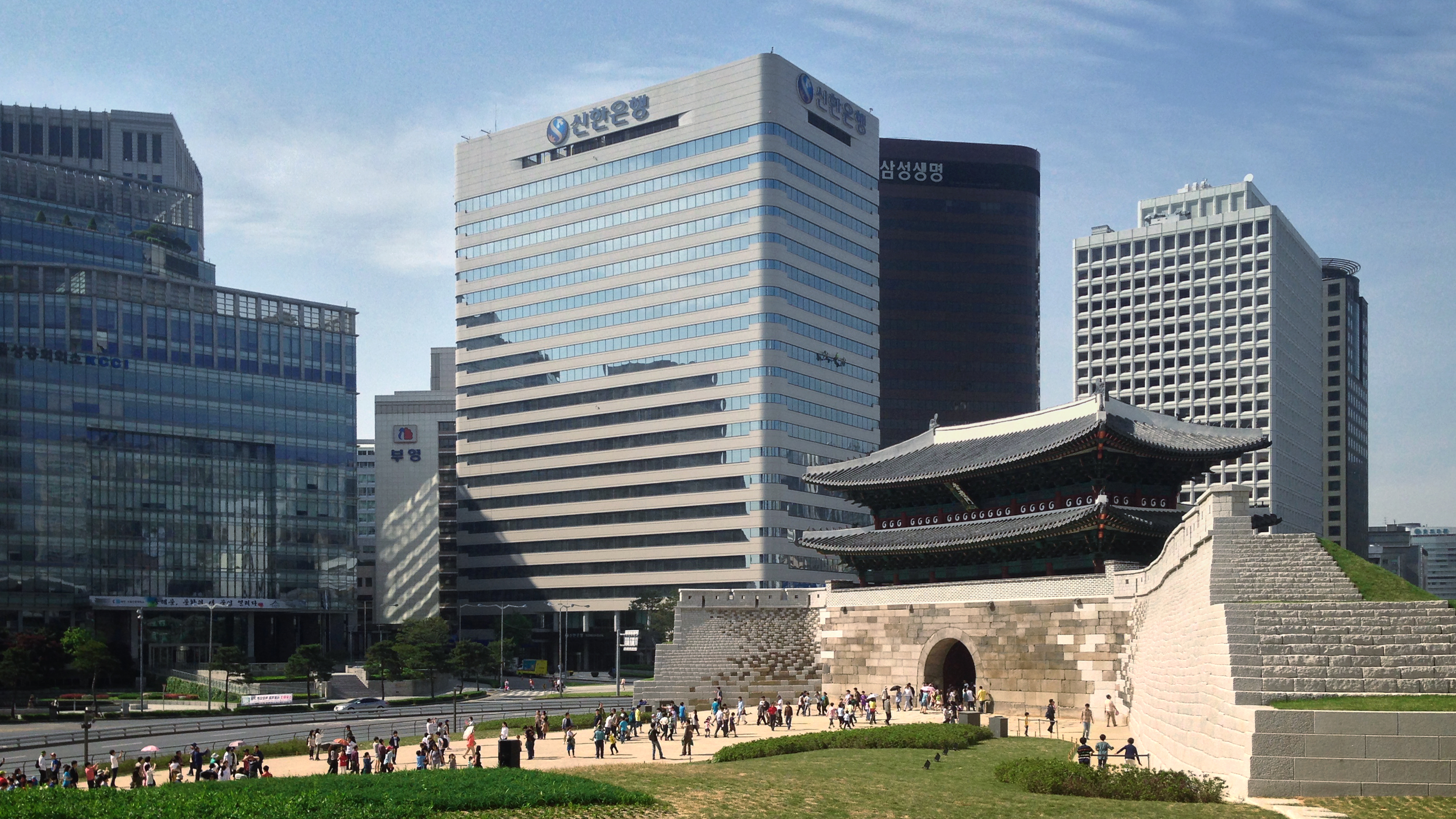
復修後的崇禮門

## 交通
- ●首爾地鐵2號線：乙支路入口站
- ●首都圈电铁4号线：會賢站、明洞站

## 外部連結
- 朝鮮日報 火災後空拍照片
- 首尔文化网 （页面存档备份，存于） 崇禮門简介
- 韓國觀光公社-崇禮門 （页面存档备份，存于）